# Seznam GPU nVidia
Tato stránka obsahuje seznam grafických karet firmy nVidia.

## Řada "Riva TNT" (NVx)
- 1 Vertex shader : Pixel pipeline : TMU : ROP

| Specifikace TNT               | Specifikace TNT | Specifikace TNT | Specifikace TNT | Specifikace TNT   | Specifikace TNT | Specifikace TNT     | Specifikace TNT | Specifikace TNT | Specifikace TNT | Specifikace TNT     | Specifikace TNT | Specifikace TNT | Specifikace TNT | Specifikace TNT |
| Model                         | Jádro           | Technologie     | Frekvence GPU   | Rozdělení jádra 1 | Hardware T&L    | Výkon               | Paměť           | Paměť           | Paměť           | Paměť               | Paměť           | Slot            | DirectX         | OpenGL          |
| ----------------------------- | --------------- | --------------- | --------------- | ----------------- | --------------- | ------------------- | --------------- | --------------- | --------------- | ------------------- | --------------- | --------------- | --------------- | --------------- |
| Model                         | Jádro           | Technologie     | Frekvence GPU   | Rozdělení jádra 1 | Hardware T&L    | Fillrate max (MT/s) | Frekvence       | Velikost        | Typ             | Sběrnice            | Propusnost      | Slot            | DirectX         | OpenGL          |
| Riva TNT                      | NV4             | 350 nm          | 90 MHz          | 0:1:1:2           | ne              | 180                 | 110 MHz         | až 16 MiB       | SDRAM           | 128bitová           | 1,7 GB/s        | AGP             | 6               | -               |
| Riva TNT2 / M64 / Pro / Ultra | NV5             | 250 nm          | 125-150 MHz     | 0:1:1:2           | ne              | 250 / 300           | 150-183 MHz     | až 32 MiB       | SDRAM           | 64 (M64), 128bitová | 1,2-2,9 GB/s    | AGP             | 6               | -               |
| Vanta LT / Vanta              | NV6             | 220 nm          | 80-125 MHz      | 0:1:1:2           | ne              | 160 / 200           | 100-125 MHz     | až 16 MiB       | SDRAM           | 64bitová            | 0,8-1,0 GB/s    | AGP             | 6               | -               |

## Řada GeForce a GeForce 2 (NV1x)
- 1 Vertex shader : Pixel pipeline : TMU : ROP

| Specifikace GeForce a GeForce 2                    | Specifikace GeForce a GeForce 2 | Specifikace GeForce a GeForce 2 | Specifikace GeForce a GeForce 2 | Specifikace GeForce a GeForce 2 | Specifikace GeForce a GeForce 2 | Specifikace GeForce a GeForce 2 | Specifikace GeForce a GeForce 2 | Specifikace GeForce a GeForce 2 | Specifikace GeForce a GeForce 2 | Specifikace GeForce a GeForce 2 | Specifikace GeForce a GeForce 2 | Specifikace GeForce a GeForce 2 | Specifikace GeForce a GeForce 2 | Specifikace GeForce a GeForce 2 |
| Model                                              | Jádro                           | Technologie                     | Frekvence GPU                   | Rozdělení jádra 1               | Hardware T&L                    | Výkon                           | Paměť                           | Paměť                           | Paměť                           | Paměť                           | Paměť                           | Slot                            | DirectX                         | OpenGL                          |
| -------------------------------------------------- | ------------------------------- | ------------------------------- | ------------------------------- | ------------------------------- | ------------------------------- | ------------------------------- | ------------------------------- | ------------------------------- | ------------------------------- | ------------------------------- | ------------------------------- | ------------------------------- | ------------------------------- | ------------------------------- |
| Model                                              | Jádro                           | Technologie                     | Frekvence GPU                   | Rozdělení jádra 1               | Hardware T&L                    | Fillrate max (MT/s)             | Frekvence                       | Velikost                        | Typ                             | Sběrnice                        | Propusnost                      | Slot                            | DirectX                         | OpenGL                          |
| GeForce                                            | NV10                            | 220 nm                          | 150-166 MHz                     | 0:1:1:4                         | ano                             | 600                             | 150-166 MHz                     | až 32 MiB                       | SDRAM/DDR                       | 128bitová                       | 2,6-4,8 GB/s                    | AGP                             | 7                               | -                               |
| GeForce 2 MX / MX200 / MX400                       | NV11                            | 180 nm                          | 175-200 MHz                     | 0:1:2:2                         | ano                             | 300 / 400                       | 166 MHz                         | až 32 MiB                       | SDRAM/DDR                       | 64bitová                        | 1,3-2,6 GB/s                    | AGP                             | 7                               | -                               |
| GeForce 2 GTS / Pro / Ti / Ultra                   | NV15                            | 180/150 nm                      | 175-250 MHz                     | 0:1:2:4                         | ano                             | 700 / 1000                      | 143-230 MHz                     | až 64 MiB                       | DDR                             | 128bitová                       | 4,6-7,3 GB/s                    | AGP                             | 7                               | -                               |
| GeForce 4 MX420 / MX440 / MX460 / MX4000 / PCX4300 | NV17                            | 150 nm                          | 250-300 MHz                     | 0:1:2:2                         | ano                             | 500 / 600                       | 166-275 MHz                     | až 64 MiB                       | SDRAM/DDR                       | 64, 128bitová                   | 2,6-8,8 GB/s                    | AGP                             | 7                               | -                               |

## Řada GeForce 3 a GeForce 4 (NV2x)
- 1 Vertex shader : Pixel pipeline : TMU : ROP

| Specifikace GeForce 3 / 4          | Specifikace GeForce 3 / 4 | Specifikace GeForce 3 / 4 | Specifikace GeForce 3 / 4 | Specifikace GeForce 3 / 4 | Specifikace GeForce 3 / 4 | Specifikace GeForce 3 / 4 | Specifikace GeForce 3 / 4 | Specifikace GeForce 3 / 4 | Specifikace GeForce 3 / 4 | Specifikace GeForce 3 / 4 | Specifikace GeForce 3 / 4 | Specifikace GeForce 3 / 4 | Specifikace GeForce 3 / 4 | Specifikace GeForce 3 / 4 |
| Model                              | Jádro                     | Technologie               | Frekvence GPU             | Rozdělení jádra 1         | Hardware T&L              | Výkon                     | Paměť                     | Paměť                     | Paměť                     | Paměť                     | Paměť                     | Slot                      | DirectX                   | OpenGL                    |
| ---------------------------------- | ------------------------- | ------------------------- | ------------------------- | ------------------------- | ------------------------- | ------------------------- | ------------------------- | ------------------------- | ------------------------- | ------------------------- | ------------------------- | ------------------------- | ------------------------- | ------------------------- |
| Model                              | Jádro                     | Technologie               | Frekvence GPU             | Rozdělení jádra 1         | Hardware T&L              | Fillrate max (MT/s)       | Frekvence                 | Velikost                  | Typ                       | Sběrnice                  | Propusnost                | Slot                      | DirectX                   | OpenGL                    |
| GeForce 3 / Ti200 / Ti500          | NV20                      | 150 nm                    | 175-240 MHz               | 1:1:2:4                   | ano                       | 700 - 960                 | 200-250 MHz               | až 128 MiB                | DDR                       | 128bitová                 | 6,4-8,0 GB/s              | AGP                       | 8                         | -                         |
| GeForce 4 Ti4200 / Ti4400 / Ti4600 | NV25                      | 150 nm                    | 250-300 MHz               | 1:1:2:4                   | ano                       | 1000 - 1200               | 222-325 MHz               | až 128 MiB                | DDR                       | 128bitová                 | 7,1-10,4 GB/s             | AGP                       | 8.1                       | -                         |
| GeForce 4 Ti4800 / SE              | NV28                      | 150 nm                    | 275-325 MHz               | 1:1:2:4                   | ano                       | 1100 - 1300               | 275-325 MHz               | až 128 MiB                | DDR                       | 128bitová                 | 8,8-10,4 GB/s             | AGP                       | 8.1                       | -                         |

## Řada GeForce FX 5000 (NV3x)
- 1 Vertex shader : Pixel pipeline : TMU : ROP

| Specifikace GeForce 5000              | Specifikace GeForce 5000 | Specifikace GeForce 5000 | Specifikace GeForce 5000 | Specifikace GeForce 5000 | Specifikace GeForce 5000 | Specifikace GeForce 5000 | Specifikace GeForce 5000 | Specifikace GeForce 5000 | Specifikace GeForce 5000 | Specifikace GeForce 5000 | Specifikace GeForce 5000 | Specifikace GeForce 5000 | Specifikace GeForce 5000 | Specifikace GeForce 5000 | Specifikace GeForce 5000 |
| Model                                 | Jádro                    | Technologie              | Frekvence GPU            | Rozdělení jádra 1        | Hardware T&L             | Výkon                    | Výkon                    | Paměť                    | Paměť                    | Paměť                    | Paměť                    | Paměť                    | Slot                     | DirectX                  | OpenGL                   |
| ------------------------------------- | ------------------------ | ------------------------ | ------------------------ | ------------------------ | ------------------------ | ------------------------ | ------------------------ | ------------------------ | ------------------------ | ------------------------ | ------------------------ | ------------------------ | ------------------------ | ------------------------ | ------------------------ |
| Model                                 | Jádro                    | Technologie              | Frekvence GPU            | Rozdělení jádra 1        | Hardware T&L             | Fillrate max (MT/s)      | MTriangles/s             | Frekvence                | Velikost                 | Typ                      | Sběrnice                 | Propusnost               | Slot                     | DirectX                  | OpenGL                   |
| GeForce FX 5800 / Ultra               | NV30                     | 130 nm                   | 400-450 MHz              | 1:4:2:4                  | ano                      | 1600 - 1800              |                          | 400-500 MHz              | až 256 MiB               | DDR2                     | 128bitová                | 12,8-16,0 GB/s           | AGP                      | 9                        | -                        |
| GeForce FX 5600 / XT / Ultra          | NV31                     | 130 nm                   | 235-400 MHz              | 1:4:1:4                  | ano                      | 940 - 1600               |                          | 200-400 MHz              | až 256 MiB               | DDR                      | 128bitová                | 6,4-12,8 GB/s            | AGP                      | 9                        | -                        |
| GeForce FX 5100 / 5200 / Ultra / 5500 | NV34                     | 150 nm                   | 200-325 MHz              | 1:1:2:2                  | ano                      | 400 - 650                |                          | 200-325 MHz              | až 128 MiB               | DDR                      | 64, 128bitová            | 3,2-10,4 GB/s            | AGP                      | 9                        | -                        |
| GeForce FX 5900 / SE / XT / Ultra     | NV35                     | 130 nm                   | 400-475 MHz              | 1:4:2:4                  | ano                      | 1600 - 1900              |                          | 350-475 MHz              | až 256 MiB               | DDR                      | 256bitová                | 22,4-27,2 GB/s           | AGP                      | 9                        | -                        |
| GeForce FX 5700 / LE / Ultra          | NV36                     | 130 nm                   | 250-475 MHz              | 1:4:1:4                  | ano                      | 1000 - 1900              |                          | 200-450 MHz              | až 256 MiB               | DDR/DDR2                 | 128bitová                | 6,4-14,4 GB/s            | AGP                      | 9                        | -                        |
| GeForce PCX 5300                      | NV37                     | 150 nm                   | 325 MHz                  | 1:1:2:2                  | ano                      | 650                      |                          | 325 MHz                  | až 256 MiB               | DDR                      | 128bitová                | 10,4 GB/s                | PCI-E                    | 9                        | -                        |
| GeForce FX 5950 / Ultra / PCX 5950    | NV38                     | 130 nm                   | 275-475 MHz              | 1:4:2:4                  | ano                      | 1100 - 1900              |                          | 275-475 MHz              | až 256 MiB               | DDR                      | 256bitová                | 17,6-30,4 GB/s           | AGP, PCI-E               | 9                        | -                        |
| GeForce PCX 5750                      | NV39                     | 130 nm                   | 475 MHz                  | 1:4:1:4                  | ano                      | 1900                     |                          | 450 MHz                  | až 256 MiB               | DDR2                     | 128bitová                | 14,4 GB/s                | PCI-E                    | 9                        | -                        |

## Řada GeForce 6000 (NV4x)
- 1 Vertex shader : Pixel pipeline : TMU : ROP

| Specifikace GeForce 6000                            | Specifikace GeForce 6000 | Specifikace GeForce 6000 | Specifikace GeForce 6000 | Specifikace GeForce 6000                                | Specifikace GeForce 6000 | Specifikace GeForce 6000 | Specifikace GeForce 6000 | Specifikace GeForce 6000 | Specifikace GeForce 6000 | Specifikace GeForce 6000 | Specifikace GeForce 6000 | Specifikace GeForce 6000 | Specifikace GeForce 6000 | Specifikace GeForce 6000 | Specifikace GeForce 6000 |
| Model                                               | Jádro                    | Technologie              | Frekvence GPU            | Rozdělení jádra 1                                       | Hardware T&L             | Výkon                    | Paměť                    | Paměť                    | Paměť                    | Paměť                    | Paměť                    | Slot                     | DirectX                  | OpenGL                   |                          |
| --------------------------------------------------- | ------------------------ | ------------------------ | ------------------------ | ------------------------------------------------------- | ------------------------ | ------------------------ | ------------------------ | ------------------------ | ------------------------ | ------------------------ | ------------------------ | ------------------------ | ------------------------ | ------------------------ | ------------------------ |
| Model                                               | Jádro                    | Technologie              | Frekvence GPU            | Rozdělení jádra 1                                       | Hardware T&L             | Fillrate max (MT/s)      | Frekvence                | Velikost                 | Typ                      | Sběrnice                 | Propusnost               | Slot                     | DirectX                  | OpenGL                   |                          |
| GeForce 6800 / LE / GTO / GS / GT / Ultra / Extreme | NV40                     | 130 nm                   | 320-450 MHz              | 8:4:1:8 (LE), 12:6:1:12, 16:6:1:16 (GT, Ultra, Extreme) | ano                      | 2560 - 7200              | 350-550 MHz              | až 256 MiB               | DDR2/G-DDR3              | 256bitová                | 22,4-35,2 GB/s           | AGP                      | 9.0c                     | -                        |                          |
| GeForce 6800XT                                      | NV41                     | 130 nm                   | 350 MHz                  | 12:6:1:12                                               | ano                      | 4200                     | 300 MHz                  | až 256 MiB               | DDR2                     | 256bitová                | 19,2 GB/s                | PCI-E                    | 9.0c                     | -                        |                          |
| GeForce 6800GS                                      | NV42                     | 110 nm                   | 425 MHz                  | 12:5:1:12                                               | ano                      | 5100                     | 500 MHz                  | až 256 MiB               | G-DDR3                   | 256bitová                | 32,0 GB/s                | PCI-E                    | 9.0c                     | -                        |                          |
| GeForce 6600 / LE / GT                              | NV43                     | 110 nm                   | 300-500 MHz              | 8:3:1:8                                                 | ano                      | 2400 - 4000              | 250-500 MHz              | až 256 MiB               | DDR2/G-DDR3              | 128bitová                | 8,0-16,0 GB/s            | AGP, PCI-E               | 9.0c                     | -                        |                          |
| GeForce 6200 / LE / TC / 6500                       | NV44                     | 110 nm                   | 300-350 MHz              | 4:3:1:4, 8:3:1:8 (6500)                                 | ano                      | 1200 - 2800              | 250-350 MHz              | až 256 MiB               | DDR2                     | 32 (TC), 64, 128bitová   | 2,1-8,0 GB/s             | PCI-E, AGP               | 9.0c                     | -                        |                          |
| GeForce 6800 / GT / GS / Ultra                      | NV45                     | 130 nm                   | 350-550 MHz              | 12:6:1:12 (GS), 16:6:1:16                               | ano                      | 4200 - 8800              | 350-550 MHz              | až 256 MiB               | DDR2/G-DDR3              | 256bitová                | 22,4-35,2 GB/s           | PCI-E                    | 9.0c                     | -                        |                          |

## Řada GeForce 7000 (G7x(NV47/49))
- 1 Vertex shader : Pixel pipeline : TMU : ROP

| Specifikace GeForce 7000                                 | Specifikace GeForce 7000 | Specifikace GeForce 7000 | Specifikace GeForce 7000 | Specifikace GeForce 7000                       | Specifikace GeForce 7000 | Specifikace GeForce 7000 | Specifikace GeForce 7000 | Specifikace GeForce 7000 | Specifikace GeForce 7000 | Specifikace GeForce 7000 | Specifikace GeForce 7000 | Specifikace GeForce 7000 | Specifikace GeForce 7000 | Specifikace GeForce 7000 | Specifikace GeForce 7000 |
| Model                                                    | Jádro                    | Technologie              | Frekvence GPU            | Rozdělení jádra 1                              | Hardware T&L             | Výkon                    | Paměť                    | Paměť                    | Paměť                    | Paměť                    | Paměť                    | Slot                     | DirectX                  | OpenGL                   |                          |
| -------------------------------------------------------- | ------------------------ | ------------------------ | ------------------------ | ---------------------------------------------- | ------------------------ | ------------------------ | ------------------------ | ------------------------ | ------------------------ | ------------------------ | ------------------------ | ------------------------ | ------------------------ | ------------------------ | ------------------------ |
| Model                                                    | Jádro                    | Technologie              | Frekvence GPU            | Rozdělení jádra 1                              | Hardware T&L             | Fillrate max (GT/s)      | Frekvence                | Velikost                 | Typ                      | Sběrnice                 | Propusnost               | Slot                     | DirectX                  | OpenGL                   |                          |
| GeForce 7800GS / GT / GTX                                | G70 (NV47)               | 110 nm                   | 375-430 MHz              | 16:6:1:8 (GS), 20:8:1:16 (GT), 24:8:1:16 (GTX) | ano                      | 13,2                     | 500-600 MHz              | až 512 MiB               | G-DDR3                   | 256bitová                | 32,0-38,4 GB/s           | PCI-E                    | 9.0c                     | -                        |                          |
| GeForce 7900GS / GT / GTX / GX2                          | G71 (NV49)               | 90 nm                    | 450-650 MHz              | 20:7:1:16 (GS), 24:8:1:16                      | ano                      | 9,0 / 10,8 / 15,6        | 660-800 MHz              | až 512 MiB               | G-DDR3                   | 256bitová                | 44,2-51,2 GB/s           | PCI-E                    | 9.0c                     | -                        |                          |
| GeForce 7100GS / TC / 7200GS / SE / LE / 7300GS / 7500LE | G72                      | 90 nm                    | 325-410 MHz              | 3:4:1:2                                        | ano                      | 1,4 / 0,9 / 2,2          | 333-410 MHz              | až 512 MiB               | DDR2/G-DDR3              | 64bitová                 | 5,2-6,5 GB/s             | PCI-E                    | 9.0c                     | -                        |                          |
| GeForce 7300GT / 7600GS / LE / GT / 7650                 | G73                      | 90 nm                    | 350-560 MHz              | 8:4:1:4 (7300), 12:5:1:8                       | ano                      | 2,8 / 5,0 / 6,8          | 333-700 MHz              | až 512 MiB               | DDR2/G-DDR3              | 128bitová                | 10,7-22,4 GB/s           | PCI-E                    | 9.0c                     | -                        |                          |

## Řada GeForce 8000 (G8x(NV50))
- 1 Unifikované shadery : TMU : ROP

| Specifikace GeForce 8000         | Specifikace GeForce 8000 | Specifikace GeForce 8000 | Specifikace GeForce 8000 | Specifikace GeForce 8000 | Specifikace GeForce 8000 | Specifikace GeForce 8000 | Specifikace GeForce 8000 | Specifikace GeForce 8000 | Specifikace GeForce 8000 | Specifikace GeForce 8000 | Specifikace GeForce 8000 | Specifikace GeForce 8000 | Specifikace GeForce 8000 | Specifikace GeForce 8000 | Specifikace GeForce 8000 |
| Model                            | Jádro                    | Technologie              | Frekvence GPU            | Rozdělení jádra 1        | Hardware T&L             | Výkon                    | Paměť                    | Paměť                    | Paměť                    | Paměť                    | Paměť                    | Slot                     | DirectX                  | OpenGL                   |                          |
| -------------------------------- | ------------------------ | ------------------------ | ------------------------ | ------------------------ | ------------------------ | ------------------------ | ------------------------ | ------------------------ | ------------------------ | ------------------------ | ------------------------ | ------------------------ | ------------------------ | ------------------------ | ------------------------ |
| Model                            | Jádro                    | Technologie              | Frekvence GPU            | Rozdělení jádra 1        | Hardware T&L             | Fillrate max (GT/s)      | Frekvence                | Velikost                 | Typ                      | Sběrnice                 | Propusnost               | Slot                     | DirectX                  | OpenGL                   |                          |
| GeForce 8800GTS / GTX / Ultra    | G80, G82 (NV50)          | 90 nm                    | 500-612 MHz              | 96:1:20 (GTS), 128:1:24  | ano                      | 24,0 / 36,8 / 39,2       | 800-1080 MHz             | až 1024 MiB              | G-DDR3                   | 320, 384bitová           | 64,0-103,7 GB/s          | PCI-E                    | 10                       | -                        |                          |
| GeForce 8300GT                   | G83                      | 90 nm                    | 500 MHz                  | 32:1:8                   | ano                      | 8,0                      | ??? MHz                  | až 512 MiB               | DDR2                     | 128bitová                | ??? GB/s                 | PCI-E                    | 10                       | -                        |                          |
| GeForce 8600GT / GTS             | G84                      | 80 nm                    | 540-675 MHz              | 32:1:8                   | ano                      | 8,6 / 10,8               | 700-1000 MHz             | až 1024 MiB              | DDR2/G-DDR3              | 128bitová                | 22,4-32,0 GB/s           | PCI-E                    | 10                       | -                        |                          |
| GeForce 8300GS / 8400GS / 8500GT | G86                      | 80 nm                    | 450 MHz                  | 16:1:8                   | ano                      | 3,6                      | 400-500 MHz              | až 512 MiB               | DDR2                     | 64, 128bitová            | 6,4-12,8 GB/s            | PCI-E                    | 10                       | -                        |                          |

## Řada jader G90
- 1 Unifikované shadery : TMU : ROP

| Specifikace GeForce 8000/9000 a další G9x               | Specifikace GeForce 8000/9000 a další G9x | Specifikace GeForce 8000/9000 a další G9x | Specifikace GeForce 8000/9000 a další G9x | Specifikace GeForce 8000/9000 a další G9x           | Specifikace GeForce 8000/9000 a další G9x | Specifikace GeForce 8000/9000 a další G9x | Specifikace GeForce 8000/9000 a další G9x | Specifikace GeForce 8000/9000 a další G9x | Specifikace GeForce 8000/9000 a další G9x | Specifikace GeForce 8000/9000 a další G9x | Specifikace GeForce 8000/9000 a další G9x | Specifikace GeForce 8000/9000 a další G9x | Specifikace GeForce 8000/9000 a další G9x | Specifikace GeForce 8000/9000 a další G9x | Specifikace GeForce 8000/9000 a další G9x |
| Model                                                   | Jádro                                     | Technologie                               | Frekvence GPU                             | Rozdělení jádra 1                                   | Hardware T&L                              | Výkon                                     | Paměť                                     | Paměť                                     | Paměť                                     | Paměť                                     | Paměť                                     | Slot                                      | DirectX                                   | OpenGL                                    |                                           |
| ------------------------------------------------------- | ----------------------------------------- | ----------------------------------------- | ----------------------------------------- | --------------------------------------------------- | ----------------------------------------- | ----------------------------------------- | ----------------------------------------- | ----------------------------------------- | ----------------------------------------- | ----------------------------------------- | ----------------------------------------- | ----------------------------------------- | ----------------------------------------- | ----------------------------------------- | ----------------------------------------- |
| Model                                                   | Jádro                                     | Technologie                               | Frekvence GPU                             | Rozdělení jádra 1                                   | Hardware T&L                              | Fillrate max (GT/s)                       | Frekvence                                 | Velikost                                  | Typ                                       | Sběrnice                                  | Propusnost                                | Slot                                      | DirectX                                   | OpenGL                                    |                                           |
| GeForce 8800GS / GT / GTS-512 / 9600GSO / 9800GTX / GX2 | G92                                       | 65 nm                                     | 550-675 MHz                               | 96:1:16, 112:1:16 (9800GT), 128:1:16 (9800GTX, GX2) | ano                                       | 26,4 / 33,6 / 41,6 / 26,4 / 48,6 / 76,8   | 850-1100 MHz                              | až 1024 MiB                               | G-DDR3                                    | 192, 256bitová                            | 40,8-128,0 GB/s                           | PCI-E                                     | 10                                        | -                                         |                                           |
| GeForce 9600GT / GSO                                    | G94                                       | 65 nm                                     | 650 MHz                                   | 48:1:16(GSO), 64:1:16                               | ano                                       | 20,8 / 19,2                               | 900 MHz                                   | až 1024 MiB                               | G-DDR3                                    | 256bitová                                 | 57,6 GB/s                                 | PCI-E                                     | 10                                        | -                                         |                                           |
| GeForce 9400GT / 9500GS / GT                            | G96                                       | 65 nm                                     | 550 MHz                                   | 16:1:8 (9400), 32:1:8                               | ano                                       | 4,4 / 8,8                                 | 400-800 MHz                               | až 1024 MiB                               | G-DDR3                                    | 128bitová                                 | 12,8-25,6 GB/s                            | PCI-E                                     | 10                                        | -                                         |                                           |
| GeForce G100                                            | G98                                       | 65 nm                                     | 568 MHz                                   | 8:1:8                                               | ano                                       | 4,3                                       | 500 MHz                                   | až 512 MiB                                | DDR2                                      | 64bitová                                  | 8,0 GB/s                                  | PCI-E                                     | 10                                        | -                                         |                                           |

## Řada jader GT9x a GT2xx
- 1 Unifikované shadery : TMU : ROP

| Specifikace GeForce řady 100 / 200 / 300 | Specifikace GeForce řady 100 / 200 / 300 | Specifikace GeForce řady 100 / 200 / 300 | Specifikace GeForce řady 100 / 200 / 300 | Specifikace GeForce řady 100 / 200 / 300 | Specifikace GeForce řady 100 / 200 / 300 | Specifikace GeForce řady 100 / 200 / 300 | Specifikace GeForce řady 100 / 200 / 300 | Specifikace GeForce řady 100 / 200 / 300 | Specifikace GeForce řady 100 / 200 / 300 | Specifikace GeForce řady 100 / 200 / 300 | Specifikace GeForce řady 100 / 200 / 300 | Specifikace GeForce řady 100 / 200 / 300 | Specifikace GeForce řady 100 / 200 / 300 | Specifikace GeForce řady 100 / 200 / 300 | Specifikace GeForce řady 100 / 200 / 300 |
| Model                                    | Jádro                                    | Technologie                              | Frekvence GPU                            | Rozdělení jádra 1                        | Hardware T&L                             | Výkon                                    | Paměť                                    | Paměť                                    | Paměť                                    | Paměť                                    | Paměť                                    | Slot                                     | DirectX                                  | OpenGL                                   |                                          |
| ---------------------------------------- | ---------------------------------------- | ---------------------------------------- | ---------------------------------------- | ---------------------------------------- | ---------------------------------------- | ---------------------------------------- | ---------------------------------------- | ---------------------------------------- | ---------------------------------------- | ---------------------------------------- | ---------------------------------------- | ---------------------------------------- | ---------------------------------------- | ---------------------------------------- | ---------------------------------------- |
| Model                                    | Jádro                                    | Technologie                              | Frekvence GPU                            | Rozdělení jádra 1                        | Hardware T&L                             | Fillrate max (GT/s)                      | Frekvence                                | Velikost                                 | Typ                                      | Sběrnice                                 | Propusnost                               | Slot                                     | DirectX                                  | OpenGL                                   |                                          |
| GeForce 9800GTX+ / GTS250 / GTS150       | GT92b                                    | 55 nm                                    | 738 MHz                                  | 128:1:16                                 | ano                                      | 47,2                                     | 1000-1100 MHz                            | až 1024 MiB                              | G-DDR3                                   | 256bitová                                | 64,0-70,4 GB/s                           | PCI-E                                    | 10                                       | -                                        |                                          |
| GeForce GT130 / GTS240                   | GT94b                                    | 55 nm                                    | 500-675 MHz                              | 48:1:16 (GT130), 112:1:16                | ano                                      | 37,8                                     | 500-1100 MHz                             | až 1024 MiB                              | DDR2/G-DDR3                              | 192, 256bitová                           | 20,4-70,4 GB/s                           | PCI-E                                    | 10                                       | -                                        |                                          |
| GeForce GT120                            | GT96b                                    | 55 nm                                    | 500 MHz                                  | 32:1:8                                   | ano                                      | 8,8                                      | 500 MHz                                  | až 1024 MiB                              | DDR2                                     | 128bitová                                | 16,0 GB/s                                | PCI-E                                    | 10                                       | -                                        |                                          |
| GeForce GTX260 / GTX260-216 / GTX280     | GT200                                    | 65 nm                                    | 576-602 MHz                              | 192:1:28, 216:1:28 (260-216), 240:1:32   | ano                                      | 41,5 / 48,2                              | 999-1107 MHz                             | až 1024 MiB                              | G-DDR3                                   | 448, 512bitová                           | 111,9-141,7 GB/s                         | PCI-E                                    | 10                                       | -                                        |                                          |
| GeForce GTX275 / GTX285 / GTX295         | GT200b                                   | 55 nm                                    | 576-648 MHz                              | 240:1:28 (GTX275), 240:1:32              | ano                                      | 50,6 / 51,8 / 92,2                       | 1000-1242 MHz                            | až 1024 MiB                              | G-DDR3                                   | 448, 512bitová                           | 127,0-224,0 GB/s                         | PCI-E                                    | 10                                       | -                                        |                                          |
| GeForce GT240 / GT340                    | GT215                                    | 40 nm                                    | 550 MHz                                  | 96:1:8                                   | ano                                      | 17,6                                     | 850 MHz                                  | až 1024 MiB                              | G-DDR5                                   | 128bitová                                | 54,4 GB/s                                | PCI-E                                    | 10.1                                     | -                                        |                                          |
| GeForce GT220 / GT315 / GT320            | GT216                                    | 40 nm                                    | 540-615 MHz                              | 48:1:8 (GT220, 315), 72:1:8              | ano                                      | 10,0 / 7,6                               | 500-790 MHz                              | až 1024 MiB                              | DDR2/G-DDR3                              | 64, 128bitová                            | 12,6-25,3 GB/s                           | PCI-E                                    | 10.1                                     | -                                        |                                          |
| GeForce G210 / G310                      | GT218                                    | 40 nm                                    | 589 MHz                                  | 16:1:8                                   | ano                                      | 8,0                                      | 500 MHz                                  | až 1024 MiB                              | DDR2                                     | 64bitová                                 | 8,0 GB/s                                 | PCI-E                                    | 10.1                                     | -                                        |                                          |

## Řada GeForce 400
- 1 TDP podle NVIDIE vůči ostatním modelům (i konkurence) neodpovídá, proto je uveden také údaj reálného TDP (je bráno z ext. odkazů a nejde o přesné, ale přibližné hodnoty)
- 2 Datum pro cenu je 21. říjen 2010
- 3 Zařazení je bráno v době vydání nebo po dobu kdy nebylo nic novějšího.
- 4 Jádro : Shadery
- 5 GFLOPs = FMAD, SP = Single Precision

| Připojitelné rozhraní | Počet jader | Podpora API | Podpora API  | Podpora API | Podpora API | Proces (nm) |
| Připojitelné rozhraní | Počet jader | DirectX     | Shader model | OpenGL      | OpenCL      | Proces (nm) |
| --------------------- | ----------- | ----------- | ------------ | ----------- | ----------- | ----------- |
| PCIe 2.0 x16          | 1           | 11          | 5            | 4.1         | 1.1         | 40          |

| Název čipu | Vydáno  | Modely karet | Část trhu 3 | Jádro   | Jádro | Jádro | Frekvence (MHz) | Frekvence (MHz)  | Výkon                         | Výkon          | Výkon        | Paměťová část | Paměťová část | Paměťová část      | Paměťová část        | TDP (W)     | TDP (W)   |
| Název čipu | Vydáno  | Modely karet | Část trhu 3 | Shadery | TMU   | ROP   | Čip4            | Paměti Efektivní | Teoretický výkon v SP (FMAD)5 | Fillrate       | Fillrate     | Paměť (MiB)   | Typ pamětí    | Propustnost (GB/s) | Šířka sběrnice (bit) | 3D          | 3D        |
| Název čipu | Vydáno  | Modely karet | Část trhu 3 | Shadery | TMU   | ROP   | Čip4            | Paměti Efektivní | Teoretický výkon v SP (FMAD)5 | Texture (GT/s) | Pixel (GP/s) | Paměť (MiB)   | Typ pamětí    | Propustnost (GB/s) | Šířka sběrnice (bit) | Specifikace | Reálná 1  |
| ---------- | ------- | ------------ | ----------- | ------- | ----- | ----- | --------------- | ---------------- | ----------------------------- | -------------- | ------------ | ------------- | ------------- | ------------------ | -------------------- | ----------- | --------- |
| GF108      | Q3 2010 | GT 420       | OEM         | 48      | 8     | 4     | 700 : 1400      | 1800             | 134                           | 5,6            | 2,8          | 2048          | GDDR3         | 28,8               | 128                  | 50          |           |
| GF108      | Q4 2010 | GT 430       | Nižší       | 96      | 16    | 4     | 700 : 1400      | 1800             | 269                           | 11,2           | 2,8          | 1024          | GDDR3         | 28,8               | 128                  | 49          | 75 - 85   |
| GF108      | Q4 2010 | GT 430       | OEM         | 96      | 16    | 4     | 700 : 1400      | 1600             | 269                           | 11,2           | 2,8          | 2048          | GDDR3         | 25,6               | 128                  | 60          |           |
| GF108      | Q4 2010 | GT 430       | OEM         | 96      | 16    | 4     | 700 : 1400      | 1800             | 269                           | 11,2           | 2,8          | 2048          | GDDR3         | 28,8               | 128                  | 60          |           |
| GF106      | Q4 2010 | GT 440       | OEM         | 144     | 24    | 24    | 594 : 1189      | 1800             | 342                           | 14,26          | 14,26        | 1536 3072     | GDDR5         | 43,2               | 192                  | 56          |           |
| GF106      | Q3 2010 | GT 450       | OEM         | 144     | 24    | 24    | 790 : 1580      | 4000             | 455                           | 18,96          | 18,96        | 1536          | GDDR5         | 96                 | 192                  | 106         |           |
| GF106      | Q3 2010 | GTS 450      | Střední     | 192     | 32    | 16    | 783 : 1566      | 3608             | 601                           | 25,06          | 12,53        | 1024 2048     | GDDR5         | 57,73              | 128                  | 106+        | 133 - 143 |
| GF104      | Q4 2010 | GTX 460 SE   | Střední     | 288     | 48    | 32    | 650 : 1300      | 3400             | 748,8                         | 31,2           | 20,8         | 1024          | GDDR5         | 108,8              | 256                  | 150         | 158 - 173 |
| GF104      | Q3 2010 | GTX 460      | Střední     | 336     | 56    | 24    | 675 : 1350      | 3600             | 907                           | 37,8           | 16,2         | 768           | GDDR5         | 86,4               | 192                  | 150+        | 158 - 173 |
| GF104      | Q3 2010 | GTX 460      | Střední     | 336     | 56    | 32    | 675 : 1350      | 3600             | 907                           | 37,8           | 21,6         | 1024 2048     | GDDR5         | 115,2              | 256                  | 160+        | 167 - 197 |
| GF100      | Q2 2010 | GTX 465      | Vyšší       | 352     | 44    | 32    | 607 : 1214      | 3206             | 855                           | 26,71          | 19,42        | 1024          | GDDR5         | 102,6              | 256                  | 200+        | 200 - 219 |
| GF100      | Q1 2010 | GTX 470      | Vyšší       | 448     | 56    | 40    | 607 : 1214      | 3348             | 1089                          | 34             | 24,28        | 1280          | GDDR5         | 133,9              | 320                  | 215+        | 259 - 273 |
| GF100      | Q1 2010 | GTX 480      | Nejvyšší    | 480     | 60    | 48    | 700 : 1400      | 3696             | 1345                          | 42             | 33,6         | 1536          | GDDR5         | 177,4              | 384                  | 250+        | 347 - 369 |
| Název čipu | Vydáno  | Modely karet | Část trhu 3 | Shadery | TMU   | ROP   | Čip4            | Paměti Efektivní | Teoretický výkon v SP (FMAD)5 | Texture (GT/s) | Pixel (GP/s) | Paměť (MiB)   | Typ pamětí    | Propustnost (GB/s) | Šířka sběrnice (bit) | Specifikace | Reálná 1  |
| Název čipu | Vydáno  | Modely karet | Část trhu 3 | Shadery | TMU   | ROP   | Čip4            | Paměti Efektivní | Teoretický výkon v SP (FMAD)5 | Fillrate       | Fillrate     | Paměť (MiB)   | Typ pamětí    | Propustnost (GB/s) | Šířka sběrnice (bit) | 3D          | 3D        |
| Název čipu | Vydáno  | Modely karet | Část trhu 3 | Jádro   | Jádro | Jádro | Frekvence (MHz) | Frekvence (MHz)  | Výkon                         | Výkon          | Výkon        | Paměťová část | Paměťová část | Paměťová část      | Paměťová část        | TDP (W)     | TDP (W)   |